# Catherine Dreyfus
Pour les articles homonymes, voir Dreyfus.
Catherine Dreyfus, née à New York le 5 mai 1944, est une journaliste et écrivaine française écologiste.   

## Biographie
Elle est la fille de Richard Dreyfus, qui dirigeait la banque privée Dreyfus Söhne & Cie., résidant à Bruderholz puis Binningen et de Denyse Harari, originaire d'Alexandrie. Son père était aussi et un collectionneur suisse d'art moderne contemporain. Elle a été élevée dans une famille juive.
Elle a passé un C.E.S.[Quoi ?] en sociologie générale, à la Sorbonne, en 1961, puis un diplôme en sciences politiques en 1962.
L’année suivante, elle amorce sa carrière journalistique comme enquêtrice au sein du service Informations de L'Express. Mais, dès 1965, elle rejoint le groupe Perdriel qui lui offre un poste de journaliste au Nouvel Adam. Si elle collabore aussi au Nouvel Observateur à partir de 1966, elle ne publie d’articles sous son nom qu’à partir de son séjour aux États-Unis (août 1967). Durant plus d’un an et parallèlement au stage qu’elle effectue au magazine Fortune (1968), elle y couvre l’actualité américaine, en particulier l’agitation estudiantine dans les campus californiens.[réf. nécessaire]
De retour à Paris en 1969, elle est attachée au service “Notre Epoque” pour lequel elle publie régulièrement des articles à partir de février 1969, avec Marc Gilbert. Elle y traite tout particulièrement des sports d’hiver, du tourisme et, dans une moindre mesure, de l’informatique[réf. nécessaire]  et des stars de cinéma. Mais, sans doute pour sa maîtrise des langues (anglais, allemand, italien), il lui arrive de travailler pour le service étranger comme l’illustre son entretien avec Willy Brandt en 1969. Plus épisodiquement, elle écrit aussi des articles de politique intérieure, comme l’illustre le portrait qu’elle dresse de Raymond Barre en décembre 1969.
Le début des années 1970 la voit alors se faire le porte-parole de la cause écologiste. En 1970, elle publie, en collaboration avec Jean-Paul Pigeat, un livre dénonçant les atteintes à l’environnement sous le titre des Maladies de l'environnement, la France en saccage (Éditions E.P., 1970). Et à l’automne 1972, elle assure une chronique intitulée “Eco-sept jours” mais qu’elle interrompt au bout de deux mois. Après une pause durant l’hiver 1972-1973, elle reprend le travail avec des articles sociétaux. Deux ans plus tard, elle publie, toujours avec Jean-Paul Pigeat, un ouvrage sur une des formes de la psychologie moderne, à savoir Les Groupes de rencontre (Retz-C.E.P.L., 1975). En mai 1977, elle quitte le Nouvel Observateur pour la rédaction en chef de Mieux Être.
Elle est aussi la traductrice du livre du film de Michael Jackson, Moonwalker (Laffont, 1988), de l’autobiographie de Shirley Temple Black, Enfant star (Laffont, 1991) et du roman de Joyce Carol Oates Le rendez-vous (Stock, 1993).